# Snotolf
De snotolf (Cyclopterus lumpus), ook wel lompvis genoemd, is een straalvinnige vis uit de familie van de snotolven (Cyclopteridae) en de orde van de schorpioenvisachtigen (Scorpaeniformes). 

## Kenmerken
Deze lijvige vis heeft een knobbelige huidkam en benige knoppels op de flanken. De buikvinnen zijn vergroeid tot een soort zuignap, waarmee hij zich kan vasthechten. In de paaitijd nemen de mannetjes een roodachtige kleur aan en de vrouwtjes worden helder-blauwgroen. Het wijfje is groter dan het mannetje en kan maximaal 61 centimeter lang en 9500 gram zwaar worden. 

## Leefwijze
De snotolf vindt zijn voedsel zowel bij de bodem als in de waterkolom. Ze komen ook voor in wateren met een sterke stroming.

## Voortplanting
Om te paaien en eieren te leggen gaan ze naar de bodem. In Nederland komt de snotolf in de winter naar ondiep water vlak onder de kust om daar op de steenbeschoeiing van waterkeringen de eipakketten af te zetten. Tot eind april zijn de volwassen dieren dan onder andere in de Oosterschelde en het Grevelingenmeer te zien. Alleen het mannetje zorgt voor de kroost en bewaakt en verzorgt de roze eitjes tot ze na 6 tot 8 weken uitkomen. Hij waait met zijn borstvinnen zuurstofrijk water over de eipakketten en verlaat ze gewoonlijk niet, zelfs niet als de eieren met eb droogvallen.

## Verspreiding en leefgebied
De snotolf is een traag zwemmende zoutwatervis, die voorkomt in arctisch tot gematigd water in het noorden van de Atlantische Oceaan, de Noordzee en de Oostzee op een diepte tot 400 meter.

## Relatie tot de mens
De snotolf is voor de visserij van aanzienlijk commercieel belang. De viskuit wordt als betaalbaar alternatief voor kaviaar gebruikt. Deze worden dan gecommercialiseerd onder de naam 'Iompviseieren'. De soort kan worden bezichtigd in sommige publiek toegankelijke grote aquaria.
De snotolf staat op de achterkant van de IJslandse munt van 100 kronen afgebeeld.